# Luís Pereira
Luís Edmundo Pereira, detto Luís Pereira (Porto Alegre, 21 giugno 1949), è un ex calciatore brasiliano, di ruolo difensore centrale.

## Carriera

### Club
Iniziò la carriera nel 1967, a 18 anni, con il São Bento, passando nel 1968 al Palmeiras, diventando in breve uno dei calciatori più conosciuti del club, conquistandosi anche la convocazione in nazionale e il titolo nel 1972 e nel 1973. Nel 1975 si trasferì all'Atlético de Madrid, in Spagna, dove rimase fino al 1980, vincendo il campionato nel 1976-1977 e la Coppa di Spagna nel 1976.
Tornato in Brasile, giocò prima al Flamengo, poi nuovamente al Palmeiras, fino al 1984. Nel 1985 passò alla Portuguesa, nel 1986 al Santo André e fino al 1987 al Corinthians. Nel 1991 vinse l'ultimo titolo della sua carriera, il Campeonato Paulista di terza divisione con il São Caetano, a 43 anni. Si ritirò nel 1997 all'età di 47 anni, dopo una carriera di trent'anni; con 34 reti segnate è il difensore con più reti con la maglia del Palmeiras.

### Nazionale
Con la Nazionale brasiliana giocò 33 partite, partecipando al campionato del mondo 1974. Giocò l'ultima partita nel 1977.

## Palmarès

### Competizioni statali
- Campeonato Paulista: 2

Palmeiras: 1972, 1974

### Competizioni nazionali
- Campionato brasiliano: 2

Palmeiras: 1972, 1973
- Campionato spagnolo: 1

Atlético Madrid: 1976-1977
- Coppa di Spagna: 1

Atlético Madrid: 1975-1976